# Cayutué-La Viguería
 (mars 2023).
Si vous disposez d'ouvrages ou d'articles de référence ou si vous connaissez des sites web de qualité traitant du thème abordé ici, merci de compléter l'article en donnant les références utiles à sa vérifiabilité et en les liant à la section « Notes et références ».
Le Cayutué-La Viguería est un massif volcanique du Chili regroupant une vingtaine de cônes pyroclastiques et de maars.